# Ole Kristian Ruud
Ole Kristian Ruud, född den 2 oktober 1958 i Lillestrøm, är en norsk dirigent.
Ruud studerade klarinett för Richard Kjelstrup vid Norges Musikhögskola. Han studerade dirigering vid Sibelius-Akademin i Helsingfors och gjorde sin debut i Oslo vid Nationaltheatret. År 1992 och 2007 belönades han med Griegpriset och 1994 med Gammleng-prisen. År 1993 dirigerade han den fullständiga Peer Gynt med Philharmonia Orchestra i Londons Royal Festival Hall. 
Ruud var chefsdirigent för Trondheims Symfoniorkester 1987–1995. År 1999 blev han en av Stavangers Symfoniorkesters konstnärliga ledare, specialiserad på den norska repertoaren. År 2005 fullbordade han inspelningen av samtliga orkesterverk av Edvard Grieg med Bergens filharmoniska orkester för BIS records. Han har varit professor i dirigering vid Norges Musikhögskola sedan 1999.